# Paranormal
Paranormal als Adjektiv, substantiviert Paranormalität (griech. παρά para, im übertragenen Sinn ‚gegen‘ ‚wider‘ ‚im Vergleich mit‘ ‚neben‘) bezeichnet etwas nicht auf natürliche Weise Erklärbares oder Übersinnliches.
Die Parapsychologie befasst sich mit der Erforschung vermeintlich paranormaler Phänomene (Psi-Phänomene).

## Psychologie

### Paranormale Überzeugungen

#### Verbreitung
In einer britischen Umfrage von 2007 mit 1.005 Befragten glaubten
- an Telepathie 41 %,
- an Geister 38 %,
- dass es möglich ist, Nachrichten von Toten zu empfangen 32 %,
- an Hexen und Zauberer 13 %,
- dass bestimmte magische Worte oder Sprüche tatsächliche Effekte haben können 12 %,
- dass einige Kornkreise das Werk außerirdischer Mächte sind 9 %.

#### Ursachen
Paranormale Überzeugungen rühren nicht zwangsläufig aus als paranormal erlebten Ereignissen. Beispielsweise gaben von den oben genannten 38 % wiederum nur etwa ein Drittel an, auch einen Geist gesehen zu haben. Auf Grund der Unvereinbarkeit mit den empirisch prüfbaren und in der Gesellschaft mehrheitlich akzeptierten Fakten, können in der Allgemeinbevölkerung auftretende paranormale Überzeugungen (paranormal beliefs) als Fehlwahrnehmungen oder Fehlbeurteilungen der Wirklichkeit gesehen werden. Das heißt, diese Überzeugungen werden weitgehend als Reaktion auf emotionale Bedürfnisse generiert und nicht einer rationalen Bewertung durch einen Abgleich mit der Realität unterzogen.

### Interpretation von Erlebnissen
Es kann unterschieden werden zwischen einer ungewöhnlichen, sog. anormalen Erfahrung (z. B. „ich hatte den Eindruck einer Gestalt in der Nähe, obwohl dort niemand gewesen sein kann“) und der Interpretation dieser Erfahrung als paranormal. So können Personen, die eine anormale Erfahrungen gemacht haben, dafür eine nichtparanormale Erklärung geben („mir haben meine Sinne einen Streich gespielt“) oder eine paranormale Erklärung („ich habe einen Geist wahrgenommen“). In einer Studie mit 307 Teilnehmern berichteten fast alle (306) mindestens eine anormale Erfahrung gemacht zu haben. Als paranormal interpretierten mindestens eine Erfahrung aber nur 47 Teilnehmer (15 %).
Die betreffenden Personen zeichnen sich durch bestimmte Merkmale aus. Sowohl die Anfälligkeit zu anormalen Erfahrungen als auch die Anfälligkeit zu paranormalen Interpretationen sind jeweils korreliert mit dem Symptom Ungewöhnliche Wahrnehmungserfahrungen der Schizotypie, mit der Tendenz zu emotionaler Beweisführung und mit der Tendenz Gedanken und Gefühle nicht anhand der Realität zu überprüfen. Allerdings ist nur die Anfälligkeit für paranormale Interpretationen assoziiert mit einer gering ausgeprägten Selbstregulation.
Neuere Forschungsergebnisse deuten darauf hin, dass die psychologischen Prozesse, die der Entstehung paranormaler Überzeugungen zugrunde liegen, viele Gemeinsamkeiten mit denen aufweisen, die wahnhaften Überzeugungen zugrunde liegen. Eine Umfrage zur Untersuchung der Beziehung zwischen paranormalen Überzeugungen und Denkverzerrungen, welche mit der Entwicklung von psychotischen Wahnvorstellungen einhergehen mit einer Zufallsstichprobe von 250 Personen, bei denen die Intensität paranormaler Überzeugungen, schizotypische Verzerrungen in der Argumentation und das Bedürfnis nach Rückzug gemessen wurden, ergab, dass die untersuchten Dimensionen des paranormalen Glaubens durch Denkfehler vorhergesagt wurden (siehe auch Denkstörung).